# Paul Van Orshoven
Paul Van Orshoven (Hoeilaart, 14 mei 1951) is een Belgisch rechtsgeleerde en emeritus hoogleraar aan de Katholieke Universiteit Leuven. Hij is grondwetspecialist.

## Levensloop
Paul Van Orshoven liep school aan het Sint-Jan Berchmanscollege in Brussel en het Sint-Pieterscollege in Jette. Hij studeerde rechten (1978) en politieke en sociale wetenschappen (1979) aan de Katholieke Universiteit Leuven. In 1986 promoveerde hij er tot doctor in de rechten met een proefschrift over behoorlijke rechtsbedeling bij de fiscale rechtspraak. Vanaf hetzelfde jaar doceerde hij publiekrecht en gerechtelijk recht aan de Leuvense universiteit, waar hij van 2005 tot 2012 decaan van de faculteit Rechtsgeleerdheid was. In 2016 ging hij met emeritaat.
Tot 2013 was hij advocaat aan de balie te Brussel en van 2012 tot 2013 lid van de Hoge Raad voor de Justitie. Tevens was hij lid van de Nationale Tuchtraad voor de Magistratuur (2005-2012) en de Adviescommissie voor de benoeming van de advocaten bij het Hof van Cassatie (2007-2015) en expert op de kabinetten van staatssecretaris voor Institutionele Hervormingen Ferdinandus De Bondt (CVP) (1978-79), van voorzitter van de Vlaamse Executieve Gaston Geens (CVP) (1981-84) en van minister van Justitie Koen Geens (CD&V) (2014-2020).  In 2006 was hij een van de ondertekenaars van het vierde Lentemanifest, mee gedragen en verspreid door het Overlegcentrum van Vlaamse Verenigingen. 
- Gemeinsame Normdatei: 106021492X
- Virtual International Authority File: 311442201